# 橘樸
橘 樸（たちばな しらき、1881年10月14日 - 1945年10月25日）は、日本のジャーナリスト、評論家で、清末から日中戦争期にかけての中国で、『遼東新報』や『京津日日新聞』などに拠って活動した。

## 経歴
出生から修学期
1881年、大分県臼杵の下級士族の家に長男として生まれた。中学時代は各地を転々とした後、第五高等学校に学んだが、退校処分となった。その後早稲田大学に入学したが、中退。
新聞記者として
1905年に北海道に渡り、『北海タイムス』の新聞記者となった。しかし翌年の1906年に清末の大連へ渡り、『遼東新報』の記者となった。以降、記者として『京津日日新聞』『済南日報』といった新聞や、『日華公論』、『支那研究資料』、『月刊支那研究』、『調査時報』、『満蒙』、『新天地』、『読書会雑誌』、『満州評論』などの雑誌類に関わった。1918年のシベリア出兵に際しては、従軍記者として日本軍に同行し、一時はチタに至ったが、帰路、病に倒れている。また、1925年10月には南満州鉄道（満鉄）嘱託となった。
1920年代までの橘は、中国のナショナリズムに理解を示し、日本と中国が対等な関係を取り結ぶべきであると論じていた。特に、1922年から1923年にかけて、北京や天津を拠点としていた時期には、清水安三の協力を得て、陳独秀、蔡元培、胡適、李大釗、辜鴻銘、魯迅らと交わった。
満州事変後
1931年の満州事変後は石原莞爾などと交流して、超国家主義、新重農主義に転じたとされ、中国における合作社運動にも関わった。1945年10月、瀋陽で病没した。

## 活動・影響ならびに思想
満鉄調査部事件
1941年、橘の影響を受け合作社運動に関与していた満鉄調査部メンバーが多数検挙された。満鉄調査部事件を参照。
交遊
- 松本慎一：橘の名義を借りて岩波新書『中華民国三十年史』を刊行した。